# Diada de Cataluña de 2014

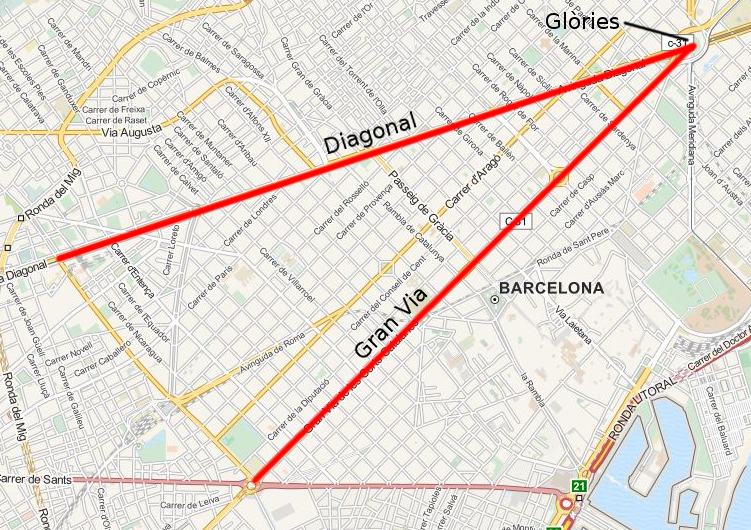
Plano de Barcelona con la V formada por la Gran Vía de las Cortes Catalanas y la Avenida Diagonal con el vértice en la Plaza de las Glorias Catalanas

La Diada de Cataluña de 2014, se celebró el 11 de septiembre de 2014 conmemorando el tricentenario de la caída de Barcelona y la abolición de las instituciones catalanas. Aunque se realizaron actos por toda Cataluña, el de mayor participación fue el organizado por Òmnium Cultural y ANC en Barcelona con una gran concentración, nombrada Via Catalana o V, en las dos principales avenidas — la Gran Vía y la Diagonal— formando una V de 11 kilómetros de largo con el vértice en la Plaza de Las Glorias, con el objetivo de reivindicar el "derecho de autodeterminación" del pueblo catalán. Las cifras de asistencia varían entre 520.000 personas, según la delegación del Gobierno en Cataluña, y 1.800.000, según la guardia urbana de Barcelona. Por su parte, tanto los promotores como la Generalidad de Cataluña se comprometieron a no declarar cifras, si bien los primeros anunciaron días antes al acontecimiento que se alcanzaron las 530.000 inscripciones a través de su web.

## Desarrollo y reacciones
La concentración de la Diada de Cataluña para formar una V de enormes dimensiones estuvo convocada por la Asamblea Nacional Catalana y Omnium Cultural bajo el lema «9-N votaremos, 9-N ganaremos». Muchos de los participantes llevaban camisetas rojas o amarillas, con el lema Ara és l'hora, units per un país nou ('Ahora es la hora, unidos por un país nuevo'), para formar así una gran bandera catalana.

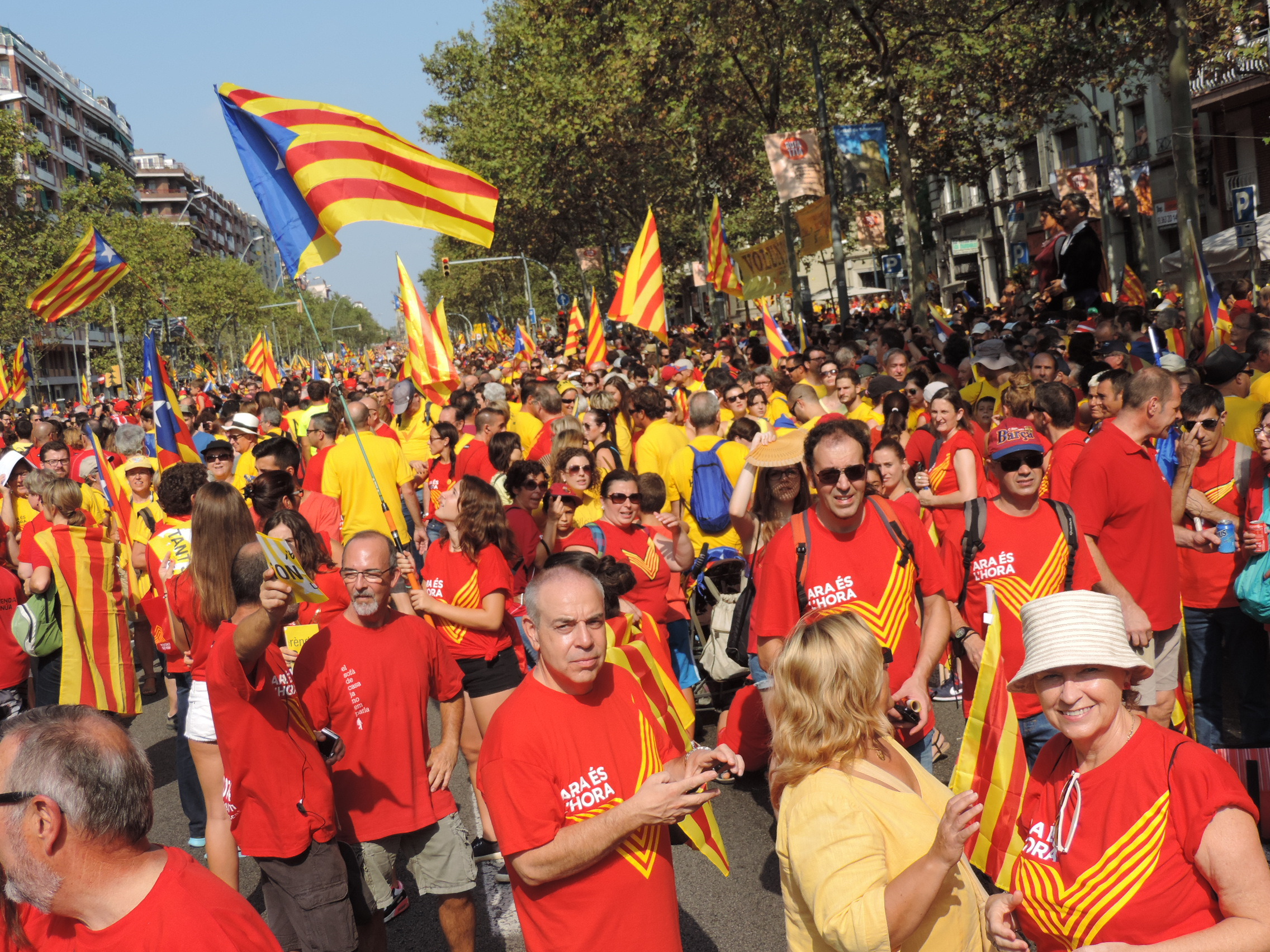
Asistentes a la concentración.

En el discurso final de la concentración la presidenta de la Asamblea Nacional Catalana Carme Forcadell pidió al presidente de la Generalidad de Cataluña Artur Mas que haga frente al gobierno central y «ponga la urnas» el 9 de noviembre. El president Mas, que no asistió a la concentración, recibió a los organizadores en el Palacio de la Generalidad y a continuación compareció ante los medios de comunicación sin admitir preguntas para pedir al gobierno de Mariano Rajoy que no impugne la «consulta» prevista para el 9 de noviembre: «la gran movilización de hoy es un mensaje de gran calibre que Madrid debería escuchar. Es el momento que el Gobierno se siente en la mesa a negociar los términos en los que el pueblo catalán pueda expresarse en las urnas». «No se puede impedir votar a un pueblo que quiere hacerlo», añadió.
A la manifestación asistieron representantes de los partidos políticos catalanes que apoyan la «consulta» CiU, ERC, ICV y CUP, así como casi todos los miembros del gobierno catalán, incluido Josep Maria Pelegrí, de Unió Democràtica de Catalunya —aunque no así su líder Josep Antoni Duran Lleida—. El Partido de los Socialistas de Cataluña no apoyó la concentración —dio libertad a sus dirigentes y militantes para que asistieran a título individual, como así lo hicieron Marina Geli, Montserrat Tura o Antoni Castells, entre otros— y tampoco respaldó el acto antiindependentista de Sociedad Civil Catalana en Tarragona, que sí contó con el apoyo del Partido Popular y de Ciudadanos, y al que acudieron alrededor de 5.000 personas.
Al día siguiente la prensa española le dedicó las primeras páginas a la «V catalana». El País tituló: "El soberanismo cumple su objetivo en la calle para prolongar el desafío"; El Mundo: "El independentismo toma la calle: 'Señor Mas, pónganos las urnas'"; La Razón: "La ANC empuja a Artur Mas a la desobediencia civil con una 'V' masiva"; ABC: "Mas se apropia de la Diada para forzar su consulta ilegal". En cuanto a la prensa internacional, Le Monde tituló: "Nueva demostración de fuerza de los independentistas"; Le Figaro: "Cataluña se moviliza masivamente por su independencia"; Liberation: "La fiesta roji-dorada por la independencia"; Frankfurter Allgemeine Zeitung: "Barcelona mira a Edimburgo"; Süddeutsche Zeitung: "Cataluña, a la sombra de Escocia"; The Guardian: "Los catalanes convergen en un mitin por la independencia"; The Wall Street Journal: "Los separatistas en Cataluña muestran su numerosa fuerza".
La vicepresidenta y portavoz del Gobierno Soraya Sáenz de Santamaría manifestó que "el Gobierno respeta el derecho de todas las personas que se manifestaron pacíficamente", pero mantuvo su postura de impedir la celebración de la "consulta" del día 9, por ser contraria a la Constitución de 1978 y a las leyes. Por su parte el secretario general del PSOE Pedro Sánchez declaró: "No podemos continuar así, Rajoy y Mas deben sentarse".